# Wolf Creek (Fisher River)
Der Wolf Creek ist ein 63 km langer rechter Nebenfluss des Fisher River im Lincoln County im Nordwesten des US-Bundesstaates Montana.

## Flusslauf
Der Wolf Creek verläuft in den Salish Mountains, ein Teilgebirge der Rocky Mountains. Der Fluss entspringt in einer Niederung zwischen Davis Mountain und Elk Mountain auf einer Höhe von etwa 1160 m. Die unbefestigte Straße National Forest Development Road 36 folgt dem gesamten Flusslauf. Der Wolf Creek fließt anfangs in Richtung Südsüdost. Nach etwa 6 km Fließstrecke befindet sich am linken Flussufer das südliche Ende des Flathead-Tunnels, ein 11,3 km langer Eisenbahntunnel der von BNSF Railway betriebenen Bahnstrecke Kootenai River Subdivision. Die Bahnstrecke folgt dem Flusslauf bis zu dessen Mündung. Ab Flusskilometer 50 fließt der Wolf Creek nach Südwesten, ab Flusskilometer 37 wendet sich der Fluss nach Süden. Auf den letzten 27 Kilometern fließt der Wolf Creek in Richtung Westsüdwest. Er trifft schließlich auf einer Höhe von 761 m auf den nach Norden strömenden Fisher River.

## Hydrologie
Das Einzugsgebiet des Wolf Creek beträgt etwa 560 km². Am Abflusspegel USGS 12301999 1,3 km oberhalb der Mündung wurde in den Jahren 1967–1977 ein mittlerer Abfluss (MQ) von 2 m³/s gemessen. Die abflussstärksten Monate sind April mit einem mittleren monatlichen Abfluss von 7,45 m³/s und Mai mit 8,38 m³/s.